# موريس نورمان
موريس نورمان (بالإنجليزية: Maurice Norman)‏ (مواليد 8 مايو 1934) هو لاعب كرة قدم. يلعب مع منتخب إنجلترا لكرة القدم. سبق له أن لعب في كأس العالم لكرة القدم مع منتخب بلاده.

## مسيرته الكروية
لعب موريس نورمان خلال مسيرته الاحترافية مع ناديين في أربعة عشر موسمًا وسجل خلالها 16 هدفًا ضمن 392 مباراة. حيث فاز في موسمين بالكأس وفي موسم واحد بالدوري.
خاض موريس نورمان مسيرته مع نادي نورويتش سيتي في موسم 1953–54 واستمر معه طيلة ثلاثة مواسم، مشاركًا في 35 مباراة ولم يسجل أي هدف. ثم انتقل إلى نادي توتنهام هوتسبير في موسم 1955–56 ليلعب معه أحد عشر موسمًا، حيث شارك في 357 مباراة سجل خلالها 16 هدفًا.

## روابط خارجية
- موريس نورمان على موقع قاعدة بيانات كرة القدم.إي يو (الإنجليزية)
- موريس نورمان على موقع ناشيونال فوتبول تيمز (الإنجليزية)